# The End of Everything (novela)
The End of Everything es una novela de 2011 de la autora estadounidense Megan Abbott. Sigue a Lizzie Hood, una niña de trece años, tras el presunto secuestro de su mejor amiga, Evie Verver. Lizzie se encuentra cada vez más cerca de la familia de Evie, particularmente de su padre, el Sr. Verver, mientras intenta descubrir qué le pasó a su amiga. La novela, que ha generado comparaciones con la novela Lolita y con el caso del asesino de niños del condado de Oakland, es la primera novela de Abbott que no pertenece al género de la ficción noir.
Publicada por Reagan Arthur el 7 de julio de 2011, la novela fue en general bien recibida, particularmente por su interpretación de los personajes femeninos y las complejas relaciones entre adolescentes y adultos. Fue nombrado uno de los mejores libros de 2011 por The Boston Globe y The Washington Examiner, y fue finalista del Premio Anthony 2012 al Mejor Misterio. La novela fue descrita por Publishers Weekly como la novela revelación de Abbott.

## Argumento
Lizzie Hood y Evie Verver son vecinas de al lado, tienen trece años e inseparables. Lizzie está fascinada por la familia de Evie: su solitaria madre, su glamorosa hermana mayor Dusty y su padre, cuya atención anhela Lizzie. Un día, Evie desaparece después de la escuela y Lizzie es interrogada sobre la desaparición, aunque ella no recuerda nada. Más tarde recuerda que Evie le mostró algunas colillas de cigarrillos en su patio trasero y le dijo que un hombre miraba por su ventana por la noche. Ella le cuenta al Sr. Verver sobre los cigarrillos, pero no sobre el hombre y luego recuerda que el día de la desaparición, vio un Buick Skylark granate que pertenecía a su vecino, el Sr. Shaw.
Lizzie recuerda haber estado en el lago con Evie cuando eran niñas y casi ahogarse, antes de que el Sr. Verver la salvara. La policía registra la casa del Sr. Shaw pero no encuentra nada. Lizzie comienza a creer que se imaginó que era el auto del Sr. Shaw, pero Dusty insiste en que así es. Cuando corre el rumor por la escuela de que Evie se ahogó, Lizzie recuerda haber visto al Sr. Shaw fumando y encuentra cigarrillos escondidos detrás de su oficina. Esa noche, busca en su patio trasero y encuentra cigarrillos y una foto de ella y Evie en su cajón de leche. Ella esconde lo que encuentra en el cajón de leche y le indica al Sr. Verver que lo encuentre.
Lizzie se acerca al Sr. Verver y ocupa el lugar de Dusty para largas charlas nocturnas. Cuando la policía le dice al Sr. Verver que encontraron un cuerpo, aunque no era Evie, Lizzie de repente se da cuenta de que Evie podría estar muerta. Ella irrumpe en la casa del Sr. Shaw y es atrapada por su hijo, Pete, quien le dice que le envió dinero a su padre a un motel. Lizzie lo protege y le dice al Sr. Verver que Evie la llamó desde el motel. Cuando llega la policía, el gerente del motel dice que el Sr. Shaw se había estado quedando allí con un nombre falso, con una chica que dijo que era su hija, pero que ya no están allí. Pete le admite a Lizzie que le contó a su madre lo que hizo y ella llamó al Sr. Shaw para advertirle.
Después de que Lizzie pasa otra noche hablando con el Sr. Verver, Dusty la confronta y le afirma que Evie sabía que el Sr. Shaw la estaba observando y que quería que él se la llevara. Esa noche, Evie regresa a casa. Dusty se niega a hablar con su hermana, pero Lizzie se queda con Evie constantemente, esperando saber qué pasó. El Sr. Shaw se suicida en el patio trasero de los Verver y es descubierto por Evie y Lizzie. Poco después, Evie le dice a Lizzie que le pidió al Sr. Shaw que se la llevara y que sabía que él la había estado observando. En el auto, él le dijo que la amaba desde que la rescató del lago cuando era niña. Ella le dice a Lizzie que debido a que él la salvó, ella consintió en tener relaciones sexuales con él.
El novio de la madre de Lizzie, el Dr. Aiken, le dice a Lizzie que después de que Evie desapareció, examinó a Dusty y ella tenía rasguños que, según ella, eran de hockey sobre césped. Lizzie confronta a Dusty, quien admite que vio al Sr. Shaw en su patio trasero y que confrontó a Evie el día que desapareció. Las dos pelearon: Dusty dijo que Evie era repugnante por querer la atención del Sr. Shaw y Evie preguntó en qué se diferenciaba la relación de Dusty con el Sr. Verver. El Sr. Shaw intervino y Evie se fue con él. Ninguna de las hermanas dirá la verdad porque no quieren lastimar a su padre. Al final del libro, la madre de Lizzie le dice que el Sr. Shaw era quien la había rescatado de ahogarse cuando era niña, a pesar de que Lizzie pensó que era el Sr. Verver, y el Sr. Shaw pensó que había rescatado a Evie.

## Antecedentes y publicación
The End of Everything fue la primera novela que Megan Abbott intentó escribir en 1994, mientras estaba en la escuela de posgrado y tenía poco más de 20 años. Inspirada por un documental de PBS sobre una niña que había sido secuestrada o fugada por un hombre mayor y por la novela Lolita, comenzó a escribir una novela sobre la relación entre una niña y un hombre mayor. En ese momento, tuvo dificultades con la trama y finalmente la dejó de lado para la siguiente década mientras publicaba sus primeras cuatro novelas, todas ellas de ficción noir. Cuando decidió tomar un descanso del género tras la publicación de Bury Me Deep en 2009, volvió a su borrador anterior, con la intención de cubrir temas similares en un nuevo entorno. The End of Everything fue la primera novela de Abbott con un escenario contemporáneo y un protagonista adolescente.
El escenario, un suburbio del Medio Oeste de los Estados Unidos en la década de 1980, se inspiró en la infancia de Abbott mientras crecía en Grosse Pointe, Míchigan, donde se desarrolla la novela de Jeffrey Eugenides de 1993, Las vírgenes suicidas. Los Verver fueron influenciados por la familia de su mejor amiga de la infancia, Meg, a quien Abbott idealizó de manera similar hasta que el hermano de su amiga murió en un accidente de navegación en un momento en que ella y Meg comenzaban a distanciarse más. El personaje del Sr. Verver se inspiró de manera similar en el padre de una amiga de quien estaba enamorada en la infancia. Ella modeló el personaje de Lizzie como «una versión de cuento de hadas de los Grimm de Nancy Drew». En un artículo de 2020 para The New York Times, Abbott escribió que le preguntaron repetidamente si la novela estaba inspirada en el asesino de niños del condado de Oakland, que secuestró a cuatro niños en 1976 y 1977 en un suburbio de Detroit. Aunque vivía 15 millas (24,1 km) de distancia en ese momento, había olvidado los acontecimientos pero recordaba la sensación de peligro, sentimientos que a menudo aparecen en sus escritos. A menudo escuchaba la canción «You Don't Have to Say You Love Me» de Dusty Springfield mientras escribía y ha citado la serie de televisión Twin Peaks como una gran influencia.
La novela fue publicada el 7 de julio de 2011 por Reagan Arthur (que pasó a formar parte de Little, Brown) en Estados Unidos y el 5 de agosto de 2011 por Picador en el Reino Unido. El audiolibro fue leído por Emily Bauer y publicado por Blackstone Audio. Tanto Time como Entertainment Weekly la describieron como una de las novelas más importantes de 2011 y Publishers Weekly la describió como la novela revelación de Abbott. En 2011, Time la incluyó como uno de los '23 escritores que adoramos', en una lista con Salman Rushdie y Jonathan Franzen.

## Temas
La novela explora los temas del crecimiento y la pérdida de la inocencia. Abbott decidió que Lizzie tuviera trece años en la novela porque era la edad en la que fue consciente por primera vez de que desarrollaba deseo por los niños y se sentía incómoda con otras niñas. Fue una época que describió en una entrevista como «esa ruidosa bisagra entre la infancia y el tumulto adolescente», una época de hipérbole en la que «cada día sucede algo que parece ser 'el fin de todo'». A lo largo de la novela, el mundo de los adultos se ve «a través de puertas mosquiteras, arrastrándose por el césped de los vecinos por la noche» y Lizzie y Evie sienten curiosidad por ello sin apreciar realmente las posibles consecuencias. Lizzie lucha a lo largo de la novela por verse atrapada entre la niñez y la edad adulta.

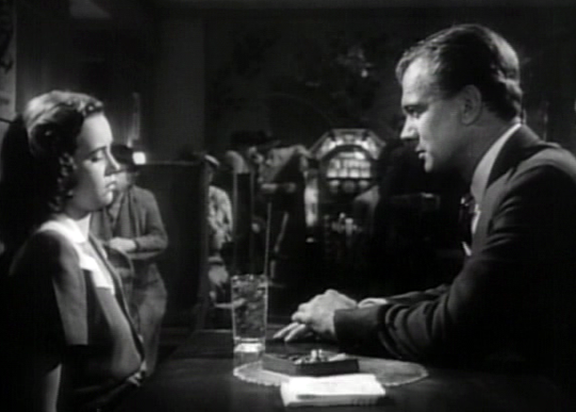
La relación entre Charlie y su tío en La sombra de una duda influyó en las relaciones en The End of Everything.

La novela fue elogiada por The Boston Globe por subvertir el tropo de la adolescente como víctima y, en cambio, discutir las complejas relaciones que estas niñas pueden tener con hombres mayores. The End of Everything explora estas dinámicas de poder y la inquietud que los hombres tienen con sus hijas a medida que envejecen, similar a un pasaje de la novela anterior de Abbott, Queenpin, donde la narradora recuerda que su padre dejó de sentarse en su cama para desearle buenas noches a medida que crecía. Los adultos se sienten incómodos con sus hijos a medida que crecen y exploran su sexualidad natural. Abbott habló en una entrevista con The Sewanee Review sobre la afirmación de que sus novelas contienen relaciones pseudoincestuosas, argumentando que nuestra edad adulta y nuestra visión de las relaciones están determinadas por nuestras familias. Comparó la relación romántica en The End of Everything con la relación entre Charlie y su tío en la película de Alfred Hitchcock de 1943 La sombra de una duda. El enamoramiento infantil que Lizzie siente por el Sr. Verver fue descrito por ella como «completamente apropiado y absolutamente romántico», algo que comparten muchas otras mujeres. A pesar de las críticas de los lectores sobre su interpretación, Abbott considera que el Sr. Verver es descuidado pero no deliberadamente malicioso, inconsciente del impacto que sus acciones tienen en las jóvenes que lo rodean.

## Recepción
The End of Everything fue en general bien recibido, incluida una reseña destacada de Publishers Weekly. Fue catalogado como uno de los mejores libros de 2011 por Publishers Weekly, The Boston Globe y The Washington Examiner. La novela fue finalista del Premio Anthony al Mejor Misterio de 2012. Varias críticas notaron su similitud con las novelas anteriores de Abbott, describiéndolas como «pre-noir» y «noir en su máxima expresión». Los críticos también han comparado la novela con las de Tana French, Kate Atkinson y Judy Blume, así como con la novela de Alice Sebold Desde mi cielo. A pesar de estas comparaciones, recibió elogios de Los Angeles Times y Library Journal por su versión original de la historia sobre la mayoría de edad.
The Huffington Post elogió la novela por su prosa erótica y su siniestro retrato del Sr. Verver, describiendo a Abbott como «un bisturí hacia los orígenes del incesto». La reseña continuó elogiando la forma en que Abbott escribe sobre sexo «de manera tortuosa» y «en los márgenes de sus páginas», como algo que claramente impacta a sus personajes pero que no se describe gráficamente. La descripción de lo «casi espeluznante» de la relación entre Dusty y el Sr. Verver también fue señalada en una reseña de Susannah Meadows para The New York Times. Nick Hornby, en un artículo para The Believer, comentó de manera similar que «el sexo se cierne sobre el suburbio como una especie de niebla tropical», en una novela de «caos sexual transgresor y ocasionalmente siniestro». Elogió a Abbott por la forma en que manejó la trama, equilibrando sus personajes principalmente femeninos entre los roles de víctima e instigadora, en un área temática difícil de mujeres jóvenes que persiguen a hombres mayores. Las jóvenes de la novela son «tan cómplices, tan responsables de esta niebla de anhelo sexual reprimido», pero «Abbott] sabe lo que está haciendo, incluso si sus personajes no lo saben». Los misterios de la novela siguen sin resolverse al final, planteando preguntas sobre la motivación, el sexo y si se puede creer en Lizzie.
La novela recibió una reseña crítica de Leah Greenblatt en Entertainment Weekly, quien le dio al libro una calificación B- y argumentó que su interesante historia se escondía detrás de una prosa sobrecargada. Booklist elogió la «narrativa de ensueño en primera persona» de la novela, que se mueve fácilmente entre el presente y el pasado, y la caracterización de Lizzie, quien «simplemente hace cosas, sin una buena razón, por instintos que, aunque retorcidos, son verdaderos». Los capítulos finales fueron criticados por ser demasiado expositivos. La novela recibió críticas de un crítico de Elle por el giro de la trama, que se describió como posiblemente «dejando a algunos sintiéndose frustrados, horrorizados y despreciados por un autor que no está dispuesto a revelar la verdad y confiarnosla».
Una reseña de The End of Everything en The Times elogió en particular las escenas que se centran en la fascinación obsesiva de Lizzie por la familia Verver, aunque señaló que Abbott es ocasionalmente «un poco torpe con las hormonas y el horror (todo ese sudor, insomnio y agitaciones en el vientre) y, al esforzarse tanto por mantener la atmósfera cargada de erotismo, su mecánica a veces comienza a mostrarse». La novela fue descrita como un «thriller psicológico logrado», con una estructura familiar subvertida por giros inteligentes. Cullen Gallagher, de Los Angeles Review of Books, describió la novela como «inquietante, incluso brutalmente honesta», mientras Lizzie lucha con su miedo y su deseo de estar en el centro de lo que está sucediendo. Observa en particular una escena en la que Lizzie intenta comprender al secuestrador de Evie y siente empatía por cómo pudo enamorarse de Evie. Abbott dijo en una entrevista que recibe las cartas más críticas de lectores sobre The End of Everything.